# Альфтан, Алексей Карлович
Алексе́й Ка́рлович Альфта́н (швед. Alexis Karlsson Alfthan; 22 декабря 1813 (3 января 1814), Силезия — 25 ноября (7 декабря) 1885, Анненское, Российская империя) — русский военачальник, генерал-лейтенант (с 1878) Русской императорской армии.

## Биография
Происходил из дворян Московской губернии. Родился 22 декабря 1813 (3 января 1814) года в семье Карла Вильгельма Альфтана (13.08.1789—11.07.1866) и его первой жены, Катарины Набель. Его брат — Аполлон Карлссон Альфтан, землевладелец, фабрикант стекла, штабс-капитан.
С 1828 по 1831 год учился в Выборгской начальной школе, после чего поступил в кадетскую школу в Фридрихсгаме. После её окончания, 22 июля 1835 года получил чин корнета и 14 августа 1836 года был назначен в Уланский полк в Санкт-Петербурге.
В 1841 году переведён в уланский лейб-гвардии полк, а в 1843 году в гвардейский полк конных гренадеров. Служил на Кавказе. Отличился в боях с горцами, получил чин капитана и в 1844 году был переведён в Житомирский 56-й пехотный полк. В 1847 году присвоен чин капитана, в 1852 году — полковника, 23 марта 1866 года — генерал-майора, а 16 апреля 1878 года — генерал-лейтенанта.
С 26 ноября 1858 года по 5 февраля 1866 года командовал Ямбургским уланским полком. С 1866 по 1876 годы был командиром 6-й Запасной кавалерийской бригады.
В 1881 году вышел в отставку. Скончался в 1885 году в своём имении Анновка.

## Награды
- Орден Святой Анны 4-й степени (1844)
- Орден Святого Станислава 3-й степени с мечами (1844)
- Орден Святой Анны 3-й степени (1848)
- Орден Святого Станислава 2-й степени (1851)
- Орден святого Владимира 4-й степени с бантом за 25-лет службы (1862)
- Знак отличия беспорочной службы 20 лет (1862)
- Орден Святой Анны 2-й степени (1862; императорская корона к ордену — 1863)
- Орден святого Владимира 3-й степени (1868)
- Орден Святого Станислава 1-й степени (1870)
- Орден Святой Анны 1-й степени (1872)
- Орден Святого Владимира 2-й степени (1875)

## Семья
С 20 января 1848 года был женат на племяннице Александра и Петра Теслев, Софии Шарлотте Эмилии (1.3.1825, Выборг — 16.3.1867, Богучар). Их дети:
- Матильда (3.11.1848—?)
- Алекс (29.3.1850—26.10.1861)
- Лидия Элиза (25.11.1851—28.10.1872)
- Йенни Катарина (1.8.1854 — ?.12.1919, Оренбург), в замужестве Келлер (Виталий Келлер скончался 3 октября 1891), а позднее — Artymoff (Mihail Artynoff скончался в 1913 году в Киеве).
- Александер Альфред (22.1.1858, Бежецк — 29.1.1897, Санкт-Петербург), подполковник
- Владимир (Карл Иоганн Вольдемар) (17.4.1860, Бежецк — 19.12.1940, Хельсинки), генерал-лейтенант русской императорской армии.
- Алекс Готтвальд (24.6.1862—8.1.1927, Peipohja[фин.]), почтмейстер
- Эдуард Вильгельм (21.6.1864—11.1.1925), землевладелец-фермер